# مسجد ناتونا الكبير
مسجد ناتونا الكبير هو مسجد يقع في ناتونا في إندونيسيا.

## البناء
تم بناء المسجد في عام 2007 واكتمل البناء في عام 2009، المسجد هو جزء من مجمع بوابة اوتراكو، وهي منطقة أنشئت كمركز للحكومة وكمركز للأعمال في المنطقة والتي تمثل مدينة ناتونا عاصمة بربادوس، وليس ذلك فحسب المسجد أصبح نقطة محورية في المنطقة .

## التاريخ
تم تخطيط العملية التنموية في المسجد منذ الثالث عشر من شهر أغسطس عام 2006، وتدأت عملية البناء مع وضع حجر الأساس في يوم الرابع من شهر مايو عام 2007، المسجد الكبير هو النقطة الرئيسية لمجمع بوابة اوتاراكو ناتونا، والمجمع المسور يشمل على خمسة ركائز هي: الإيمان والصحة والتعليم والاقتصاد والقانون .

## العمارة
المسجد وجوانبه مزينة بايات من القرآن الكريم، وقد شيد المسجد بقبة تشبه قبة تاج محل في الهند، ويعتبر أكبر وأروع مسجد في جزر رياو، يعتبر المسجد رائع جدا وواسع، والصفوف تكفي لقدرة استيعابية تصل إلى 180 مصل، في مسجد ناتونا الرموز والمعاني الزخرفية تظهر أن المبنى عبارة عن مبنى الإسلامي، المسجد لديه غرفة فسيحة جدا، خلفية المحراب في المسجد الكبير في مدينة ناتونا مصنوعة من الخشب مع حجم كبير بما فيه الكفاية، يتم تشكيل الأقواس بشكل هندسي .